# ジョアン・スファール
ジョアン・スファール(Joann Sfar、1971年8月28日 - )は、フランスのバンド・デシネ作家（漫画家）、漫画原作者、映画監督である。

## 人物・経歴
父親がアルジェリア出身のセファルディム、母親がウクライナ出身のアシュケナジムというユダヤ人の家系に生まれる。4歳の時に母親を亡くした後、母方の祖父と父親の元で育てられる。ニース・ソフィア・アンティポリス大学で修士号を取得し、パリの国立高等美術学校で絵画を学ぶ。1994年にバンド・デシネ作家としてデビューし、独立系出版社ラソシアシオン（L'Association）で、設立者であるダビッド・ベー、ルイス・トロンダイムらと共に作品を発表。同出版社の中心人物として活躍するようになる。1998年にはエマニュエル・ギベールと制作した『教授の娘』でアングレーム国際漫画祭の一目ぼれ賞、2004年に同漫画祭の30周年記念特別賞を受賞。2006年には『ラビの猫』がアイズナー賞の最優秀国際作品に選出される。
2003年に児童向け作品『プチヴァンピ』が本国でテレビアニメ化。2010年には自ら監督・脚本を手がけた『ゲンスブールと女たち』で映画監督デビュー。セザール賞で作品賞を含む8部門でノミネートされ、スファールは最優秀新人監督賞を受賞。続く2011年に彼は『ラビの猫』をアニメ映画化し、同賞の最優秀アニメ作品賞を受賞した。
ちなみに、彼が影響を受けた人物はフレッド、アンドレ・フランカン、マルク・シャガール、シャイム・スーティン、ウィル・アイズナー、ウーゴ・プラット、ジョン・バスセマなどである 。

## 作品の特徴
スファールの作品のいくつかはユダヤの文化にインスパイアされている。彼は『ベル教授』について、アシュケナジムのユーモアがあり（いくらかジョセフ・ベルをベースにしている）、『ラビの猫』は明らかにセファルディムの文化にインスパイアされている、と自ら語っている。また『黒いオリーブ』はイエス・キリストの時代のパレスチナに住むユダヤの少年の物語である。『ラビの猫』をはじめ、彼の作品には豊富な歴史や聖書の知識が含まれている。ルイス・トロンダイムとの合作である『ドンジョン』は、複数の作家によってスピンオフシリーズが制作され、多くの国に熱狂的なファンを持っている。他にも児童向け作品においては、吸血鬼の子供と人間の少年の友情を描いた『プチヴァンピ』や、小説家アントワーヌ・ド・サン＝テグジュペリの同名児童小説を基にした『星の王子さま』など、そのジャンルは多岐に渡る。

## 作品
※特記がない限りスファール単独名義。

### シリーズ
- オッスール・イルシドゥーの冒険(Les Aventures d'Ossour Hyrsidoux、1994年-1995年、全2巻)
- ポタモック(Les Potamoks、ホセ＝ルイス・ムニュエラ作画、1996年-1997年、全3巻)
- ペトリュス・バルビジェール(Petrus Barbygère、1996年-1997年、全2巻)
- ドンジョン(Donjon、ルイス・トロンダイムとの共作、1998年-、既刊35巻)
- プチヴァンピ(Petit Vampire、1999年-2005年、全7巻)
- ベル教授(Professeur Bell、エルヴェ・タンクレルとの共作、1999年-2006年、全5巻)
- 宇宙のサーディン(Sardine de l'Espace、エマニュエル・ギベール作)
  - 第1版(2000年 - 2004年、全9巻、第8巻までスファール作画)
  - 第2版(2007年 - 、既刊13巻、第4巻までスファール作画)
- パスキン(Pascin、2000年-2005年、全7巻)
- 黒いオリーブ(Les Olives Noires、エマニュエル・ギベール作画、2001年-2003年、全3巻)
- グランヴァンピ(Grand Vampire、2001年-2005年、全6巻)
- 小さな銃兵(Le Minuscule Mousquetaire、2001年-2006年、全6巻)
- ジョアン・スファールのちょっとした哲学図書館(La Petite Bibliothèque Philosophique de Joann Sfar、2002年-2003年、全2巻)
- ラビの猫(Le Chat du Rabbin、2002年-2006年、全5巻)
- ジョアン・スファールの手帳(Les Carnets de Joann Sfar、2002年-、既刊11巻)
- 半犬のソクラテス(Socrate le Demi-Chien、クリストフ・ブラン作画、2002年-2009年)
- 樹木男(L'Homme-Arbre、2004年-2006年、全2巻)
- クレズマー(Klezmer、2005年-2014年、全5巻)
- 驚異の谷(La Vallée des Merveilles、2006年-、既刊1巻)
- ロシアのシャガール(Chagall en Russie、2010年-2011年、全2巻)
- フランスの光(La Lumières de la France、2011年、既刊1巻)
- ジャンゴ(Jeangot、クロード・ウブレリー作画、2012年-、既刊1巻)

### 単巻
- 魚がおぼれ死んだ(Noyé le Poisson、1994年)
- 片目のゴーシェ 地球の中心に行く(Le Borgne Gauchet au Centre de la Terre、1995年)
- 教授の娘(La Fille du Professeur、エマニュエル・ギベール作、1997年)
- パリ・ロンドン(Paris-Londres、1998年)
- ゴーレムの小さな世界(Le Petie Monde du Golem、1998年)
- 悪夢の街ウラニ(La Ville des Mauvais Rêves - Urani、ダビッド・ベー作、2000年)
- 怖いアルファベット(L'Atroce Abécédeaire、2003年)
- オランウータン(Orang-Outan、サンドリーナ・ジャルデル作、2003年)
- ワニさんはとっても腹ぺこ(Monsieur Crocodile a Beaucoup Faim、2003年)
- 魔女と小さな女の子(La Sorcière et la Petite Fille、2004年)
- 星の王子さま(Le Petit Prince、アントワーヌ・ド・サン＝テグジュペリ原作、2008年)
- ゲンスブール(Gainsbourg、2009年)
- 東京(Tokyo、2012年)
- たわごと日記(Journal de Merde、2013年)
- スターズ・オブ・ザ・スターズ(Stars of the Stars、ペネロープ・バジュー作画、2013年)
- 自転車で ツール・ド・フランス(À Bicyclette - Un Tour de France、2014年)
- ノーマル(Normal、2014年)

## 監督した映画作品
- ゲンスブールと女たち(Gainsbourg: Vie Héroïque、スファール監督・脚本、2010年)
- ラビの猫(スファール監督・脚本、Antoine Delesvaux監督、2011年)
- アナザー（La Dame dans l'auto avec des lunettes et un fusil、スファール監督、2015年)[7]

## 翻訳作品
- 『プチバンピ学校へ行く』(フレデリック・ボワレ、関澄かおる訳、飛鳥新社、2005年6月、ISBN 4870316544)
- 『星の王子さま』(池澤夏樹訳、サンクチュアリ・パブリッシング、2011年5月、ISBN 4861139562)

## 受賞歴
- 1998年：アングレーム国際漫画祭 一目ぼれ賞『教授の娘』(エマニュエル・ギベールと共作)
- 2001年：アングレーム国際漫画祭 最優秀脚本賞ノミネート『ベル教授』
- 2003年：アングレーム国際漫画祭 漫画審査委員会賞『ラビの猫』第1巻
- 2004年：アングレーム国際漫画祭 子供向け作品賞『プチヴァンピ』第5巻
- 2004年：アングレーム国際漫画祭 30周年記念特別賞
- 2006年：アイズナー賞 最優秀国際作品に選出『ラビの猫』